# Бьюкенен (Виргиния)
Бьюкенен (англ. Buchanan) — город в округе Ботеторт в штате Виргиния США. По данным переписи 2020 года, численность населения составляла 1196 человек.

## Население
| 2010 | 2020  |
| ---- | ----- |
| 1178 | ↗1196 |